# Wolstenholmefjord
De Wolstenholmefjord is een fjord in de gemeente Qaasuitsup in het uiterste noordwesten van Groenland. De fjord ligt ten noorden van de Thule Air Base en grenst aan de North Star Bay. De fjord mondt uit in het noordoosten van de Baffinbaai.
De fjord wordt gevoed door vier gletsjers die erin uitkomen: de Salisburygletsjer (westelijke), de Chamberlingletsjer, de Knud Rasmussengletsjer (noordoostelijk) en de Harald Moltkegletsjer (zuidoostelijk).
In 1968 werd het gebied vervuild met plutonium en andere radioactieve elementen als gevolg van het vliegtuigongeluk bij Thule, ook bekend als het Thule-incident, het neerstorten van een Amerikaanse bommenwerper met kernraketten.